# Fel Faixedas
Fel Faixedas   (Arbúcies, 29 de març de 1970), nom artístic de Rafel Faixedas i Caralt, és un actor, autor i humorista. Ha col·laborat en diferents programes de televisió i ràdio dins les cadenes de TV3, Esport3, La Xarxa, RAC 1 i Catalunya Ràdio. És, també, cofundador de Teatre de Guerrilla.
A part del vessant artístic, des de 2023 és president de l'entitat esportiva del seu poble Arbúcies Club de Futbol, que milita a Tercera Catalana.

## Biografia
Faixedas s'inicia al teatre amateur del seu poble, Arbúcies, per després començar els estudis teatrals a l'Escola de teatre El Galliner de Girona. A l'escola gironina suspèn el segon curs i continua la seva formació de manera autodidàctica, fins a començar la seva carrera professional fundant Teatre de Guerrilla, amb Quim Masferrer i Carles Xuriguera. L'any 2010 deixa, conjuntament amb Xuriguera, Teatre de Guerrilla i continua la seva obra teatral amb el mateix Xuriguera amb la companyia Dosics. Finalment, l'any 2017 debuta en solitari amb l'obra "Bona nit, benparits!".
Paral·lelament a la seva obra teatral, participa amb Teatre de Guerrilla, amb Carles Xuriguera o en solitari en diversos programes de televisió i de ràdio com Set de nit, Tot es mou, Islàndia o Estat de Gràcia.

## Treballs realitzats

### Teatre
| Any  | Representació            |
| ---- | ------------------------ |
| 1998 | Teatre Total (TdG)       |
| 1999 | Som i serem (TdG)        |
| 2000 | El directe (TdG)         |
| 2003 | EEUUROPA (TdG)           |
| 2005 | Somos lo que somos (TdG) |
| 2008 | FUM (TdG)                |
| 2010 | No som res               |
| 2011 | Live                     |
| 2017 | Bona nit, benparits!     |
| 2018 | Faixedas i punt          |
| 2019 | El motivador             |
| 2021 | La força d'un destí      |
| 2021 | Ni rastre de qui vam ser |
| 2023 | Festa grossa             |
| 2024 | Les mares                |